# TV China
TV China was een vijfdelige serie Nederlandse televisieprogramma's uit 2008 van de VPRO. Het werd uitgezonden van 11 t/m 15 augustus 2008, tijdens de Olympische Zomerspelen 2008, die in China gehouden werden.
TV China was een praat- en televisiefragmentenprogramma, zoals Zomergasten. De gasten waren Chinezen en China-kenners en de fragmenten kwamen uitsluitend van de Chinese televisie. Het programma werd gepresenteerd door Julie O'yang, schrijfster van Chinese afkomst.

## Gasten
- Zhang Hua, een kapster die documentairemaakster werd
- Prof. Stefan Landsberger, docent sinologie in Leiden en Amsterdam
- Prof. Zhang Tong Dao, professor aan de universiteit van Peking
- Marc van der Chijs, oprichter van TuDou, een Chinese versie van YouTube
- Yang Rui, presentator van de Engelstalige versie van CCTV